# Dicerca dumolini
Dicerca dumolini – gatunek chrząszcza z rodziny bogatkowatych i podrodziny Chrysochroinae.
Gatunek ten opisali w 1837 roku Francis de Laporte de Castelnau i Hippolyte Louis Gory jako Buprestis dumolini.
Chrząszcz o umiarkowanie wypukłym ciele długości od 13,8 do 14,7 mm u samców i od 14,1 do 16,5 mm u samic. Ubarwiony jest z wierzchu mosiężnobrązowo z czarnymi wyniosłościami, od spodu bardziej miedzianie. Czułki ma o drugim członie znacznie krótszym od trzeciego. Głowę ma spłaszczoną, grubo punktowaną, z trzema wyniosłościami poprzecznymi na czole i dwoma podłużnymi na ciemieniu. Przedplecze ma krawędzie boczne gwałtownie rozszerzone od nasadowej ¼ długości. Wyniosłości przedplecza i pokryw wysokie i wyraźne. Pokrywy są krótko owłosione z wierzchołkami ledwo wystającymi. Samce bez zęba na goleniach odnóży środkowej pary. Samice charakteryzuje całobrzega i spiczasta krawędź wierzchołkowa ostatniego z widocznych sternitów odwłoka.
Owad podawany z Kanady (Quebec) i Stanów Zjednoczonych (Connecticut, New Jersey, Nowy Jork, Pensylwania, Wirginia). Larwy rozwijają się w sosnach, jodłach i świerkach.